# Шоала (Сибињ)
Шоала (рум. Șoala) насеље је у Румунији у округу Сибињ у општини Аксенте Север. Oпштина се налази на надморској висини од 371 m.

## Становништво
Према подацима из 2002. године у насељу је живело 314 становника.

### Попис2002.
| Расподела становништва по националности 2002.‍ | Расподела становништва по националности 2002.‍ | Расподела становништва по националности 2002.‍ | Расподела становништва по националности 2002.‍ | Расподела становништва по националности 2002.‍ |
| --------------------------------------------- | --------------------------------------------- | --------------------------------------------- | --------------------------------------------- | --------------------------------------------- |
|                                               |                                               |                                               |                                               |                                               |
| Румуни                                        | Румуни                                        |                                               | 301                                           | 95,9%                                         |
| Роми                                          | Роми                                          |                                               | 5                                             | 1,6%                                          |
| Немци                                         | Немци                                         |                                               | 8                                             | 2,5%                                          |